# Zatoka Cooka
Zatoka Cooka (ang. Cook Inlet) – zatoka Oceanu Spokojnego, u południowego wybrzeża Alaski, odnoga Zatoki Alaska.
Zatoka wcina się w głąb lądu na długości około 350 km, oddzielając położony na wschodzie półwysep Kenai od stałego lądu. U wejścia zatoka liczy 130 km szerokości, dalej stopniowo się zwęża. Występują tu pływy morskie o skoku przekraczającym 9 m.
Do zatoki uchodzą rzeki Susitna, Matanuska i Kenai. Nad zatoką położone jest największe miasto Alaski – Anchorage, a także miejscowości Kenai i Homer. Na zachodnim brzegu znajduje się Park Narodowy Lake Clark.
Zatoka jest łowiskiem łososia i śledzia pacyficznego. Eksploatowane są także złoża ropy naftowej.
Zatoka nazwana została na cześć brytyjskiego kapitana Jamesa Cooka, który badał ją w 1778 roku w poszukiwaniu Przejścia Północno-Zachodniego.